# 張善繼
張善繼（？—1674年），直隸彭城衛人。清朝初年將領。
曾習儒學，通曉孫吳兵法。康熙六年（1667年）中式一甲第二名武進士，授潮州城守營游擊。總兵劉進忠響應耿精忠反清，暗地派遣心腹隨從前往精忠處獻款。隨從返回後，與進忠密謀，認為張善繼剛方固執，深得眾心，應儘快遣散其卒。於是進忠令善繼所部分隸於其私黨。善繼麾下無人，拜謁進忠，以晉王敦之事勸誡，進忠怒，將其拘押於馬王廟，并多次派人勸降。張善繼始終不屈，被斬。《清史稿》有传。